# Michael Ristow
Michael Ristow (* 24. April 1967 in Lübeck) ist ein deutscher Arzt (Internist) und Wissenschaftler. Er ist tätig als Professor für Experimentelle Endokrinologie und Diabetologie sowie Direktor des Instituts für Experimentelle Endokrinologie an der Charité mit dem Forschungsgebiet des mitochondrialen Stoffwechsels und seiner Bedeutung für die allgemeine Alterung, sowie der  Entstehung von altersassoziierten Krankheiten wie Diabetes mellitus Typ 2 (Zuckerkrankheit), Übergewicht und Krebs.

## Leben
Ristow wuchs in Lübeck auf. Bereits als 17-jähriger Gymnasiast am Johanneum zu Lübeck errang er beim Bundeswettbewerb „Jugend forscht“ 1984 den Bundessieg und den Preis des Bundespräsidenten für ein von ihm entwickeltes Computerprogramm zur Diabeteseinstellung. Nach dem Abitur 1986 studierte er als Stipendiat der Studienstiftung des Deutschen Volkes Humanmedizin an der Ruhr-Universität Bochum, erhielt 1994 die Approbation und wurde 1996 mit der Note summa cum laude zum Dr. med. promoviert. Seine anschließende Assistenzarztzeit am Berufsgenossenschaftlichen Universitätsklinikum Bergmannsheil in Bochum und nachfolgend an der Kölner Universitätsklinik wurde 1997–1999 unterbrochen durch einen Forschungsaufenthalt am Joslin Diabetes Center der Harvard Medical School. Nach der Ende 2000 abgelegten Facharztprüfung für Innere Medizin war Ristow Gruppenleiter am Deutschen Institut für Ernährungsforschung in Potsdam und Assistenzprofessor am Universitätsklinikum Benjamin Franklin der Freien Universität Berlin (2003 fusioniert mit der Charité). Im Oktober 2002 habilitierte er sich an der Medizinischen Fakultät der Freien Universität Berlin für das Fach Innere Medizin. Von 2004 bis Ende 2012 war Ristow ordentlicher C4-Professor für Humanernährung an der Friedrich-Schiller-Universität Jena. Von Januar 2013 bis Ende 2022 war er ordentlicher Professor für Energiestoffwechsel, und von 2017 bis 2022 Direktor des Instituts für Translationale Medizin am Departement für Gesundheitswissenschaften und Technologie (D-HEST) der ETH Zürich.

## Wissenschaftliche Arbeit
Ristows primäres Arbeitsgebiet ist die biologische und interventionelle Altersforschung und somit die Untersuchung von Prozessen allgemeiner Alterung, insbesondere der zugehörigen genetischen Regulation sowie der möglichen Beeinflussung durch pharmakologische Substanzen, Medikamente und Naturstoffe.
Ristows Arbeiten am Modellorganismus Caenorhabditis elegans zeigten erstmals, dass oxidativer Stress bzw. freie Radikale und reaktive Sauerstoffspezies (ROS) – einer Impfung vergleichbar – in der Lage sind, lebensverlängernd auf einen Organismus zu wirken. Diese unerwartete Beobachtung wurde nachfolgend vielfach auch an weiteren Modellorganismen und von anderen Arbeitsgruppen reproduziert. Hierauf aufbauend konnte Ristow erstmals zeigen, dass die seit langem bekannte gesundheitsfördernde und lebensverlängernde Wirkung von Ausdauersport ebenfalls auf der Wirkung von freien Radikalen bzw. reaktiven Sauerstoffspezies (ROS) beruht. Zusammen mit Matthias Blüher in Leipzig gelang ihm der Nachweis, dass Antioxidantien, indem sie der Bildung freier Radikale entgegenwirken, die Diabetes-vorbeugende Wirkung von Sport verhindern. Dieser Prozess wurde Mitohormesis genannt. Die daraus resultierende Fragwürdigkeit antioxidativer Nahrungsergänzungsmittel mit möglicher schädlicher Wirkung im Menschen wurde auch in der internationalen Presse eingehend diskutiert.
Mehrere Metaanalysen kamen analog hierzu unabhängig von Ristow zu dem Schluss, dass die Gabe von bestimmten Antioxidantien (beta-Carotin, Vitamin A und Vitamin E) beim Menschen die Entstehung von Krankheiten einschließlich Krebs fördert.
Jüngere Arbeiten aus Ristows Gruppe stellen einen Zusammenhang zwischen dem Gehalt an Lithium in der Umwelt und der Lebenserwartung her: Zwischen hohem Gehalt des Spurenelementes und hoher Lebenserwartung besteht ein statistisch signifikanter Zusammenhang; des Weiteren verlängern hohe Lithiumkonzentrationen die Lebenserwartung des Modellorganismus Caenorhabditis elegans.
Nachfolgend hat Ristows Arbeitsgruppe zeigen können, dass das Nahrungsergänzungsmittel Glucosamin die Lebenserwartung von Caenorhabditis elegans, aber auch von bereits vorgealterten Mäusen zu verlängern vermag. Parallel bzw. nachfolgend konnte im Menschen gezeigt werden, dass Glucosamin-Einnahme mit einer höheren Lebenserwartung assoziiert ist, und dass dieses Supplement ungesunde Entzündungsparameter im Blut verbessert.
Darüber hinaus hat Ristow wesentliche Beiträge zur mitochondrialen Kontrolle von Krebswachstum publiziert und aufgrund von Experimenten in Zelllinien die Warburg-Hypothese unterstützt.

## Auszeichnungen
- 1998 Hochhaus-Stiftungspreis der Medizinischen Fakultät der Universität zu Köln
- 1998 'Young Scientist Award' der Endocrine Society (USA)
- 2004 Ferdinand-Bertram-Preis der Deutschen Diabetes-Gesellschaft
- 2008 Thüringer Forschungspreis in der Kategorie Grundlagenforschung für die Arbeit Verlängerung der Lebenserwartung durch oxidativen Stress[28]
- 2025 SENECA-Medaille für Alternsforschung des Industrie-Club Düsseldorf[29]

## Schriften
- Subklonierung und Expressionsstudien eines neuen transmembranösen ATP-abhängigen Transporters NG-TRA in Geweben der Ratte und des Menschen. Bochum, Univ., Diss., 1996